# Vännäsberget
Vännäsberget (Fins: Ventaniemi) is een dorp en heuvel binnen de Zweedse gemeente Överkalix.
Het dorp ligt op een landtong tussen de Kalixälven en de Ängesån aan de laatste rivier. Het dorp ligt aan de voet van de gelijknamige heuvel. Aan de overzijde van de rivier ligt Gyljen.
De heuvel ligt ten noordoosten van het dorp en is ongeveer 275 meter hoog.

## Memorabilia
Vännäsberget is bekend bij volgers van Avro Lancasters uit de Tweede Wereldoorlog. Een Lancaster die deelnam aan het bombardement op het Duitse slagschip de Tirpitz, maakte hier een noodlanding bij een veld genaamd Ormänget, 1 kilometer ten noordwesten van het dorp.
Bestuurscentrum: Överkalix (tätort)
Tätort: Vännäsberget · Svartbyn · Tallvik
Småort: Alsån · Boheden · Gyljen · Hedensbyn · Jockfall · Lansjärv · Norra Tallvik · Nybyn
Overig: Grelsbyn · Kälvudden · Lomträsk · Räktjärv · Rödupp